# 비버리힐즈 치와와
《비버리힐즈 치와와》(영어: Beverly Hills Chihuahua)는 2008년 개봉한 미국의 코미디 영화이다.
속편인 DVD 영화 《비버리힐즈 치와와 2》(2011)로 이어진다.

## 줄거리
베벌리힐스에서 응석받이로 살던 애완 치와와 클로이는 주인 비브의 무책임한 조카 레이철의 손에 며칠 맡겨진다. 레이철은 멕시코 여행에 클로이를 데려갔다가 클로이를 홀로 호텔 방에 내버려두고 춤을 추러 클럽에 가 버린다. 레이철을 찾으러 호텔 밖으로 나갔던 클로이는 납치를 당해 멕시코시티 투견장에 끌려간다.

## 출연진

### 실물
- 파이퍼 페러보
- 마놀로 카르도나
- 제이미 리 커티스
- 호세 마리아 야스피크
- 헤수스 오초아
- 앨리 힐리스
- 모리 스털링
- 에우헤니오 데르베스
- 마거리트 모로
- 브랜던 키너
- 닉 재노
- 잭 플로트닉

### 목소리
- 드루 배리모어
- 앤디 가르시아
- 조지 로페즈
- 플라시도 도밍고
- 에드워드 제임스 올모스
- 폴 로드리게스
- 치치 매린
- 루이스 구스만
- 에디 “피올린” 소텔로
- 로레타 더바인
- 마이클 유리
- 레슬리 맨
- 롬바도 보야
- 그레이 덜라일

## 기타 제작진
- 공동 제작: 리카르도 델리오
- 배역: 칼라 훌, 어맨다 매키 존슨, 캐시 샌드리치
- 미술: 빌 보스
- 세트: 데니세 카마르고
- 의상: 마리아 에스텔라 페르난데스